# Macquartia setigena
Macquartia setigena là một loài ruồi trong họ Tachinidae.